# Катастрофа Ми-8 возле Шатоя
Катастрофа Ми-8 Министерства обороны России произошла в районе Шатоя (Чечня) в пятницу 27 апреля 2007 года во время спецоперации. Погибли все находившиеся на борту 18 человек.

## Катастрофа
27 апреля 2007 года, в ходе второй чеченской войны, вблизи райцентра Шатой шла масштабная спецоперация против сепаратистов. Катастрофа произошла в 11:34 по местному времени. На борту находились 15 спецназовцев ГРУ и 3 члена экипажа.
По данным ИТАР-ТАСС, на борту находились подполковник штаба Северо-Кавказского военного округа, майор, командовавший ротой спецназа, лейтенант, два прапорщика, 10 солдат и сержантов контрактной службы. Бойцы ГРУ проходили службу в 22-й бригаде спецназа ГРУ, дислоцированной в Ростовской области.
По сообщению Первого канала, на вертолёте находились бойцы батальона «Юг», в большинстве своём чеченцы.

## Версии
Согласно информации правительства Чечни, причиной катастрофы стала техническая неисправность. По словам главы МВД Чечни генерала Руслана Алханова, катастрофа произошла в момент захода на вынужденную посадку. Источник в военной комендатуре Шатойского района сообщил, что причиной стало столкновение с землёй. По информации боевиков, вертолёт был сбит огнём с земли.
Высокопоставленный источник в силовых структурах Южного федерального округа сообщил, что причиной стала ошибка пилотирования. Пилот произвёл посадку на крутом склоне, чтобы бойцы могли высадиться. Вертолёт завалился набок и упал с откоса.